# Перещепинский клад

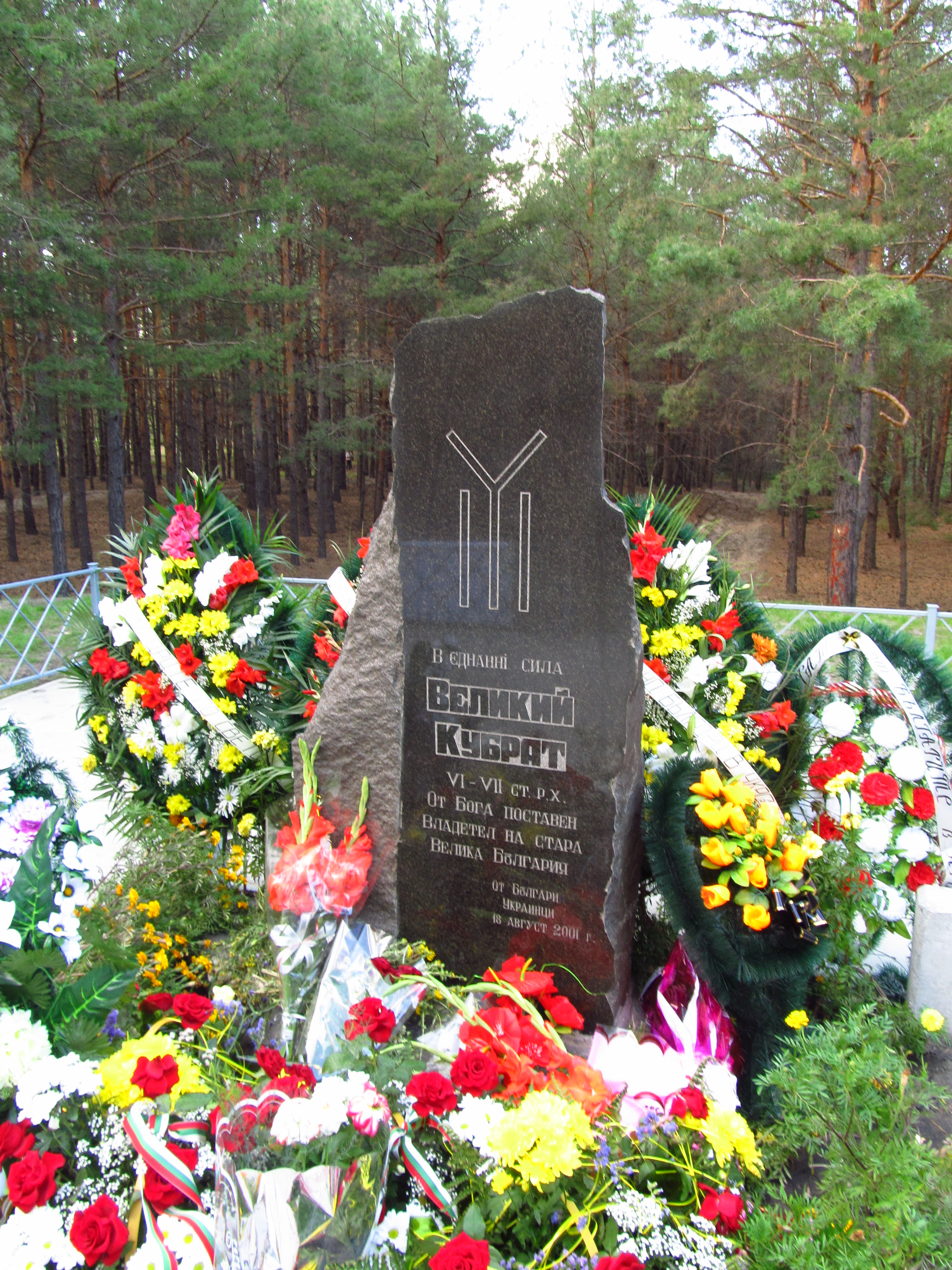
Памятный знак Хану Кубрату на месте его захоронения с. Малая Перещепина, Полтавская область.

Перещепинский клад византийских, древнеболгарских, персидских и аварских ценностей был обнаружен у деревни Малое Перещепино Константиноградского уезда Полтавской губернии, в 13 км от Полтавы, в 1912 году подпаском, который споткнулся о золотой сосуд и свалился в шахту с погребальным инвентарём. По этой находке получила название перещепинская культура.

## Описание
С момента обнаружения шахту с кладом принято интерпретировать как захоронение основателя Великой Болгарии — хана Кубрата. Однако впоследствии ряд предметов был датирован значительно более поздним временем, что делало невозможным их попадание в клад при похоронах Кубрата. 
По мнению С. А. Плетневой, корректнее называть памятник не «могилой», а «сокровищем» хана Кубрата. Возможно, клад был закопан через некоторое время после смерти Кубрата его сыном Батбаяном и, таким образом, не носит погребального характера. Историк Александр Семенов, однако, полагал, что это было захоронение, так как были найдены остатки дубовых брусьев с обрывками шелковой ткани, затканной золотыми нитями, что могло указывать на то, что в перещепинском кладе был деревянный гроб, помимо этого были найдены фрагменты костей.
Содержимое Перещепинского клада было извлечено под руководством гр. А. А. Бобринского и ныне находится в Государственном Эрмитаже. Клад включает в себя свыше 800 предметов, включая 19 серебряных и 16 золотых сосудов. Общий вес перещепинского золота превышает 25 кг, серебра — 50 кг. Подробное описание клада дано на официальном сайте Эрмитажа:
золотой ритон и золотые украшения второго, несохранившегося ритона; золотая облицовка деревянного кувшинчика; посох в золотой облицовке; сохранившийся почти полностью железный меч с кольцевым навершием с золотой облицовкой рукояти и ножен, фрагменты других мечей и кинжалов, золотые и серебряные части от поясов, золотые украшения — гривна, серьга, семь браслетов и семь перстней со вставками из драгоценных камней - аметистов, сапфиров, тигрового глаза, гранатов, горного хрусталя и изумрудов; ожерелье из золотых византийских монет; накладки и монеты, нашивавшиеся на одежду; золотые квадратные облицовочные пластины деревянного погребального сооружения.
На время захоронения указывает то обстоятельство, что происходящие из клада византийские монеты относятся к царствованию Маврикия (582—602) и его ближайших преемников вплоть до Константа II (641—668). На персидском блюде вычеканен профиль Шапура II (309—379), на греческом блюде — надпись епископа города Томы, жившего в начале VI века. На кольце с печаткой — греческая монограмма, в которой читают «Куврат патрикий», напоминающее о том, что при дворе Ираклия Кубрат носил титул патрикия. Наличие крестового узора на рукоятке меча подтверждает свидетельство историка Иоанна из Никиу о том, что при византийском дворе Кубрат принял крещение.
Личный знак Ярослава Мудрого (см. Знаки Рюриковичей) на поясных бляшках, найденных в Приладожье и в окрестностях Суздаля, практически полностью совпадает с изображённым на поясном наборе из Перещепинского клада.

## Памятный знак Хану Кубрату
Памятник Хану Курбату в селе Малое Перещепино был установлен в 2001 году по инициативе редактора местной газеты Д.И. Костовой. В самом селе находится болгаро-украинский музей.
7 апреля 2021 года вандалы осквернили мемориальный знак Хану Курбату. МИД Болгарии опубликовал заявление, где осудил акт вандализма.

## Публикации
- Бобринской А. А. Перещепинский клад. // Материалы по археологии России, № 34. Пг.: 1914. С. 111—120 + 16 табл
- Мацулевич Л. А. Большая пряжка Перещепинского клада и псевдопряжки. // Seminarium Kondakovianum. I. Прага: 1927. С. 127—140.
- Маршак Б. И., Скалон К. М. Перещепинский клад (к выставке «Сокровища искусства Древнего Ирана, Кавказа, Средней Азии»). Л.: Государственный Эрмитаж. 1972. 20 с.